# Tim Zimmermann (Politiker)
Tim Zimmermann (* 1969 in Bernau bei Berlin) ist ein rechtsextremer deutscher Politiker (AfD). Er ist seit 2024 Mitglied des Landtags Brandenburg.

## Leben
Von 1986 bis 1989 absolvierte er eine Berufsausbildung mit Abitur zum Elektromonteur. Von 1993 bis 1998 studierte er Betriebswirtschaftslehre. Seit 1999 ist er als Unternehmer tätig.
Er ist Vater eines Kindes.

## Politik
Zimmermann ist seit 2016 Mitglied der AfD. Seit 2019 ist er Vorsitzender der AfD Oranienburg. Seit 2019 Mitglied der Stadtverordnetenversammlung von Oranienburg und Fraktionsvorsitzender der dortigen AfD-Fraktion. Seit 2021 ist er zudem Mitglied des Kreistages des Landkreises Oberhavel.
Bei der Landtagswahl in Brandenburg 2024 wurde Zimmermann über das Direktmandat im Landtagswahlkreis Oberhavel III in den Landtag gewählt.